# François Bonaventure Joseph du Mont de Gages
François Bonaventure Joseph du Mont, markies de Gages (Bergen, 13 oktober 1739 – Bachant, 20 januari 1787), telg uit een adellijke familie, was een belangrijke figuur in de geschiedenis van de vrijmetselarij in de Oostenrijkse Nederlanden. Hij was de oprichter en eerste grootmeester van de Grande Loge Provinciale des Pays-Bas Autrichiens, de provinciale grootloge der Oostenrijkse Nederlanden.

## Biografie
François Bonaventure Joseph du Mont kwam uit een kleine adellijke familie in Bergen. Hij volgde onderwijs aan de jezuïetenschool in zijn geboortestad en studeerde daarna rechten aan de Universiteit van Leuven. Hij erfde op jonge leeftijd een aanzienlijk fortuin van een oom (1753) - Jean Bonaventure Thierry du Mont, graaf van Gages - en van zijn vader (1757).
In december 1758 verkreeg hij van keizerin Maria Theresia van het Heilige Roomse Rijk de titel van markies de Gages. Zeven jaar later werd hij benoemd tot kamerheer van het keizerlijk paar, een positie welke hem toegang gaf tot het hof van de Gouverneur-Generaal in Brussel. In 1776 werd hij toegelaten tot de Kamer van Adel of ridderschap van Henegouwen.
Hij trouwde op 5 december 1761 met zijn nicht  Alexandrine Françoise Pétronille de Bousies of de Bouzies de Champvant (1745-1791). Zij schonk hem twee kinderen: Ferry-Louis (1768) en Anne-Charlotte (1769)
Toen zijn gezondheid achteruitging, zocht de markies zijn toevlucht in de bronnen van Spa en Aken. Hij was nog geen vijftig jaar oud toen hij stierf in zijn Château de la Puissance in Bachant.

## Rol in de vrijmetselarij
In 1765 werd François Bonaventure Joseph du Mont, markies de Gages ingewijd als vrijmetselaar in loge La Vraie et Parfaite Harmonie te Bergen. Als intimus van de Franse prins Louis de Bourbon-Condé, grootmeester van de historische Grande Loge de France, werd hij in 1766 benoemd tot Grand maître provincial et inspecteur général des loges rouges et bleues pour les provinces de Flandres, de Brabant et de Hainaut, oftewel provinciaal grootmeester van de Grande Loge de France.
In deze positie trachtte hij de verschillende loges in de Zuidelijke Nederlanden onder een centraal gezag te groeperen en te doen aansluiten bij de Grande Loge de France. Loge La Vraie et Parfaite Harmonie zou een belangrijke rol spelen bij dit proces. Vanuit andere loges bestond er echter weinig animo voor dit Franse project en slechts La Parfaite Égalité te Brugge sloot zich aan. Verder introduceerde de Gages de hogere gradenvrijmetselarij in de Oostenrijkse Nederlanden.
Concurrentie ondervond markies de Gages bij zijn pogingen tot het invoeren van een centraal gezag daarbij van de Fransman Jean de Vignoles, die door de Oostenrijkse Nederlanden reisde. Deze hugenoot was Provincial Grand Master for the Foreign Lodges voor de Premier Grand Lodge of England. Hij volgde de ontluikende vrijmetselarij op het vasteland, in het bijzonder in Nederland, Duitsland en de Oostenrijkse Nederlanden. Een drietal loges die eerder waren opgericht met een Engelse constitutiebrief sloten zich aan bij de Provincial Grand Lodge for the Foreign Lodges, samen met enkele anderen. Maar ook zijn initiatieven waren geen onverdeeld succes.
Echt succesvol begon de centralisatie van het maçonnieke gezag slechts te worden vanaf het moment dat beiden besloten samen te werken. Markies de Gages verliet het Franse kamp en sloot zich aan bij het kamp van de Vignoles. Op 17 december 1769 werd tussen beide grootmeesters een akkoord bereikt en een maand later, in 1770, werd de Gages grootmeester van de Grande Loge Provinciale des Pays-Bas Autrichiens, een provinciale grootloge van de Premier Grand Lodge of England.

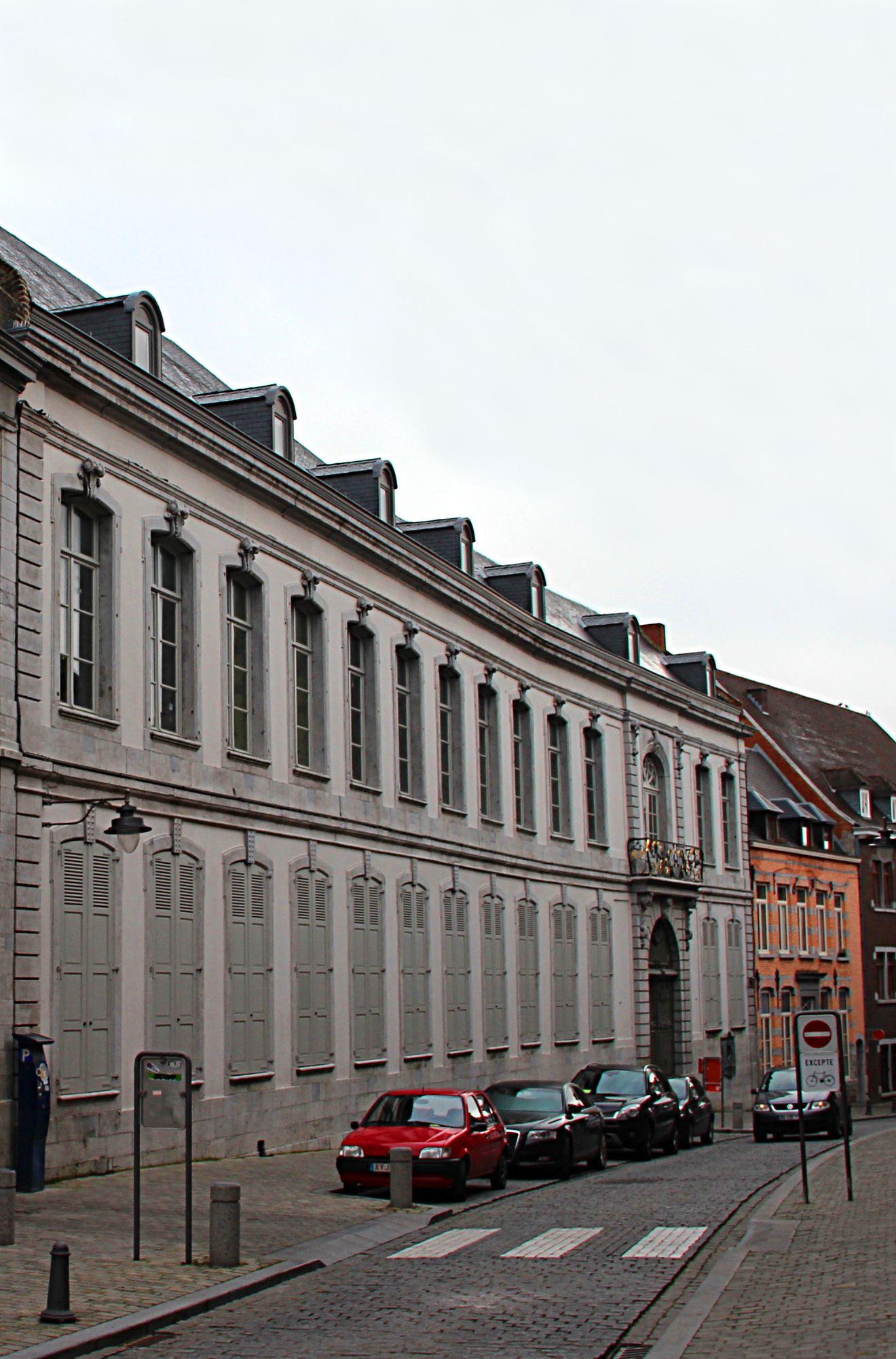
Hôtel de Gages, Bergen

Vrijwel onmiddellijk leidde de eenheidspoging tot resultaat: de loges La Discrète Impériale te Aalst, La Constante Union te Gent en Les Frères Réunis te Doornik sloten zich aan en werden gevolgd door La Constante Fidélité te Mechelen, L’Heureuse Rencontre en L’Union Bruxelles te Brussel. In 1779 waren reeds negen loges toegetreden en in 1786 waren 26 loges lid van de provinciale grootloge.
In het begin van datzelfde jaar verbood keizer Jozef II echter vrijwel alle maçonnieke activiteiten in de Oostenrijkse Nederlanden. De Gages had geprobeerd dit te voorkomen maar zonder succes. Op 26 juni 1786 hield markies de Gages een laatste bijeenkomst van de Grande Loge Provinciale des Pays-Bas Autrichiens, en werd deze opgeheven. De Gages werd lid van de Brusselse loge l’Heureuse Rencontre, een van de weinige loges die mochten blijven bestaan.

## Hôtel de Gages
Markies de Gages gaf zijn logebroeder Charles Emmanuel Fonson, architect en directeur van Bruggen en Wegen van het graafschap Henegouwen, opdracht tot de sloop en heropbouw van zijn stadspaleis, het hôtel de Gages in de Rue d’Enghien. Het nieuw opgeleverde pand werd met een groot feest in 1769 in gebruik genomen. De Gages bracht er onder meer zijn uitgebreide bibliotheek in onder en hield er ook logebijeenkomsten.
Het hôtel de Gages bestaat nog steeds en is een beschermd monument in het historische centrum van Bergen. In 2013 werd het pand gerestaureerd en is thans in gebruik bij de gemeente Bergen.